# UDP-グルクロン酸デカルボキシラーゼ
UDP-グルクロン酸デカルボキシラーゼ(UDP-glucuronate decarboxylase、EC 4.1.1.35)は、以下の化学反応を触媒する酵素である。
UDP-D-グルクロン酸{\displaystyle \rightleftharpoons }UDP-D-キシロース + CO2
従って、この酵素の基質は、UDP-グルクロン酸のみ、生成物は、UDP-キシロースと二酸化炭素の2つである。
この酵素はリアーゼ、特に炭素-炭素結合を切断するカルボキシリアーゼに分類される。系統名は、UDP-D-グルクロン酸 カルボキシリアーゼ (UDP-D-キシロース形成)(UDP-D-glucuronate carboxy-lyase (UDP-D-xylose-forming))である。他に、uridine-diphosphoglucuronate decarboxylase、UDP-D-glucuronate carboxy-lyaseとも呼ばれる。この酵素は、デンプンとスクロースの代謝及び糖ヌクレオチド代謝に関与している。補因子として、NAD+を必要とする。

## 構造
2007年末時点で、2つの構造が解明されている。蛋白質構造データバンクのコードは、2B69と2BLLである。